# Ásmundar saga kappabana
La Ásmundar saga kappabana è la Saga di Asmundo l'assassino di campioni, una saga leggendaria islandese, citata per la prima volta nel manoscritto Stockholm, Royal Library, Holm. 7, 4to, databile alla prima metà del XIV secolo. Si tratta essenzialmente di un adattamento del tedesco Carme di Ildebrando, ma ha assorbito contenuti anche dal Ciclo di Tyrfing.

## Trama
La saga racconta di Ildebrando, re degli Unni, che aveva un figlio chiamato Helgi, il quale aveva sposato Hild, figlia del re svedese Budli. Helgi e Hild ebbero un figlio che fu cresciuto dal nonno e che da questi prese il nome di Ildebrando.
Ildebrando divenne un grande guerriero, e fu chiamato il "Campione Unno". Quando il padre Helgi morì in guerra, il nonno materno, il re svedese Budli, fu ucciso da un re danese di nome Alf. Questo Alf catturò Hild, la madre di Ildebrando, concedendola al campione Aki con cui ebbe un figlio di nome Asmund.
Quando Ildebrando seppe della morte del padre si recò in Danimarca uccidendo Aki. Aki aveva una figlia che fu promessa in sposa ad Asmundo. La principessa promise di sposare Asmundo se questi avesse vendicato il padre uccidendo Ildebrando.
Per poter uccidere Ildebrando, Asmundo andò in Sassonia, che in quel periodo era messa a ferro e fuoco da Ildebrando e dai suoi uomini. Con una serie di duelli durati diversi giorni, Asmundo sconfisse tutti i guerrieri di Ildebrando.
Quando Ildebrando lo seppe inseguì il proprio figlio. Risalì il Reno per incontrare Asmundo ed iniziare la lotta. Combatterono per molto tempo, finché Ildebrando non fu gravemente ferito e la sua spada non si ruppe. A questo punto Ildebrando disse ad Asmundo che erano fratellastri, chiedendogli di bruciarlo nei suoi vestiti.
Nel Gesta Danorum 7:IX.2-X.1, Saxo Grammaticus racconta una saga identica, ma tutti i nomi sono modificati e Ildebrando viene chiamato Hildiger.